# Benjamin Alire Sáenz
Œuvres principales
- La Maison de l'oubli
- Aristote et Dante découvrent les secrets de l'univers
- Everything Begins and Ends at the Kentucky Club

Benjamin Alire Sáenz, né le 16 août 1954 à Old Picacho dans le comté de Doña Ana au Nouveau-Mexique, est un écrivain américain.

## Biographie
Benjamin Alire Sáenz est le premier écrivain latino à obtenir le PEN/Faulkner Award en 2013 pour Everything Begins and Ends at the Kentucky Club.
Son recueil de nouvelles intitulé Everything Begins and Ends at the Kentucky Club et son ouvrage de littérature d'enfance et de jeunesse intitulé Aristote et Dante découvrent les secrets de l'univers (Aristotle and Dante Discover the Secrets of the Universe) remportent respectivement le prix Lambda Literary de la meilleure fiction gay et le prix Lambda Literary du meilleur ouvrage jeunesse en 2012.

## Œuvre

### Poésie
- (en) Calendar of Dust, 1991
- (en) Dark and Perfect Angels, 1995
- (en) Elegies in Blue, 2002
- (en) Dreaming the End of War, 2006
- (en) The Book of What Remains, 2010

### Romans
- (en) Carry Me Like Water, 1995
- La Maison de l'oubli, Le Rocher, coll. « Thriller », 1999 ((en) The House of Forgetting, 1997), trad. Agathe Fournier de Launay, 330 p.  (ISBN 2-268-03202-7)
- (en) In Perfect Light, 2008
- (en) Names on a Map, 2008

### Recueils de nouvelles
- (en) Flowers for the Broken, 1992
- (en) Everything Begins and Ends at the Kentucky Club, 2012

### Littérature d'enfance et de jeunesse
- (en) A Gift from Papa Diego, 1999
- (en) Grandma Fina and Her Wonderful Umbrellas, 2001
- (en) Sammy and Juliana in Hollywood, 2004
- (en) A Perfect Season for Dreaming, 2008
- (en) He Forgot to Say Goodbye, 2008
- (en) Last Night I Sang to the Monster, 2009
- (en) The Dog Who Loved Tortillas, 2009
- Aristote et Dante découvrent les secrets de l'univers,  Pocket Jeunesse, coll. « Grands formats », 2015 ((en) Aristotle and Dante Discover the Secrets of the Universe, 2012), 358 p.  (ISBN 978-2-266-25355-0)
- (en) The Inexplicable Logic of My Life, 2017
- Aristote et Dante plongent dans les eaux du monde, 2021